# Кітт-Пік
Кітт-Пік (англ. Kitt Peak, оодг. Ioligam) — гора в американському штаті Аризона, висотою 2098 м, найвища точка гір Квінлан, місце розташування Національної обсерваторії Кітт-Пік. Радіотелескоп в обсерваторії є одним із десяти тарілок Антенного масива дуже великої бази.
Пік був названий англійською мовою геодезистом Джорджем Роскруджем на честь його сестри Філіппи, яка була дружиною Вільяма Кітта. На своїй оглядовій карті округу Піма 1893 року Роскрудж написав назву «Кітс» (англ. Kits). На прохання дружини Джорджа Кітта правопис було змінено у 1930 році.
Кітт-Пік є другою за висотою вершиною в індіанській резервації Тохоно Оодхем і другою найбільш священною після піку Бабоквіварі. Поруч із вершиною знаходиться Сад Іітоі, який, за легендою, є літньою резиденцією його старшого брата-божества. Назва Іолігам означає «червона палиця» в зв'язку з великою кількістю кущів манзаніти на горі та навколо неї.